# 카르텔 데 산타

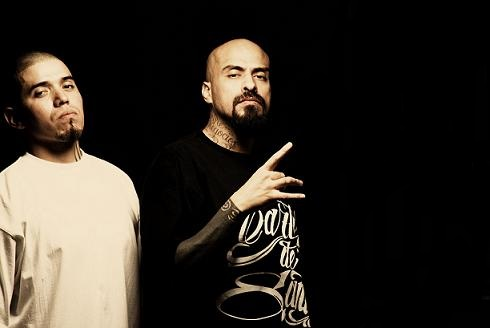

카르텔 데 산타(Cartel de Santa)는 멕시코 누에보레온주 산타카타리나 출신의 멕시코의 랩 그룹이다. Hector Montaño, Ronaldo Sifuentes에 의해 결성되었다. 가장 저명한 멕시코 힙합 그룹 가운데 하나로 인식되고 있다.

## 디스코그래피
- 2002: Cartel de Santa (BMG)
- 2004: Vol. II (BMG)
- 2006: Volumen ProIIIbido (Sony BMG)
- 2008: Vol. IV (Sony BMG)
- 2010: Sincopa (Sony Music)
- 2014: Golpe Avisa (Babilonia Records)
- 2016: Viejo Marihuano (Babilonia Records)